# 宽田乡
宽田乡，是中华人民共和国江西省赣州市于都县下辖的一个乡镇级行政单位。

## 行政区划
宽田乡下辖以下地区：
宽田村、桂龙村、龙泉村、红星村、山下村、李屋村、马头村、寨面村、杨公村、石马村、上堡畲族村、桐树村、石含村、角坑村、仙马村、珠田村、留田村、嶂下村、龙山村和高陂村。